# Kačkavalj
Kačkavalj je trdi sir, ki se proizvaja na Balkanu in v južni Italiji.

## Značilnosti
Kačkavalj je na prerezu gladek, steklast, navadno popolnoma brez luknjic. Sveži (mladi) sir je mehak, delikatnega do sladkega okusa. Staran sir je masten in kompakten. Njegov okus je rahlo do precej slan, poln, nekoliko oster in pikanten. Po navadi kačkavalj izdelujejo v obliki hlebca s premerom 30 cm, višino do 12 cm in težo do 8 kg, v Italiji največ do 2,5 kg.

## Proizvodnja
Kačkavalj se izdeluje iz ovčjega ali iz mešanice ovčjega in kravjega mleka, v Italiji večinoma samo iz kravjega mleka, z vlečenjem sirnega testa (pasta filata).

## Zgodovina
Glede izvora tega sira obstajata dve teoriji. Po eni sir izvira iz Bolgarije, po drugi iz Italije. Italijansko ime caciocavallo pomeni »sir na konju« (cacio = sir, a cavallo = na konju), ker so hlebce sira sušili obešene v parih okobal na leseni palici, torej sir »jaha na palici«.

## Zaščita označbe porekla
V Italiji so živila z zaščito označbe porekla največkrat opremljena z napisom »DOP« (Denominazione d'origine protteta), ter grafično oznako sheme, ki je sedaj identična evropski oz. slovenski.